# True (album)
True er det første album af den svenske DJ Avicii. Albummet blev udgivet den 13. september 2013 af Avicii Music AB og PRMD
Albummet er blevet kategoriseret som et revolutionerende album i EDM industrien, og er gået i top 10 i over 17 lande verden over. Albummet er til dato Aviciis bedst sælgende, og det har solgt over 5 millioner kopier verden over. Aviciis single "Wake Me Up" var den ledende single i albummet.

## Baggrund
Avicii udtalte før albummets udgivelse, at hans album ville være anderledes end hans tidligere hit såsom "Levels" og "I Could Be The One".Avicii spillede første gang albummets sange i 2013, på Ultra Music Festival. Avicii fik stor kritik for hans optræden, idet den bestod af liveinstrumenter, på en elektronisk festival. Avicii sagde efterfølgende i en udtalelse: "Vi vidste at folk ville blive provokerede. True handler for mig om at være True til min egen lyd." Dog blev albummet efter udgivelsen meget succesfuldt, og singlen Wake Me Up blev Danmarks bedst sælgende sang i 2013.

## Trackliste
| #   | Titel                  | Længde |
| --- | ---------------------- | ------ |
| 1.  | "Wake Me Up"           | 4:07   |
| 2.  | "You Make Me"          | 3:53   |
| 3.  | "Hey Brother"          | 4:15   |
| 4.  | "Addicted To You"      | 2:28   |
| 5.  | "Dear Boy"             | 7:59   |
| 6.  | "Liar Liar"            | 3:58   |
| 7.  | "Shame On Me"          | 4:13   |
| 8.  | "Lay Me Down"          | 5:00   |
| 9.  | "Hope There's Someone" | 6:21   |
| 10. | "Heart Upon My Sleeve" | 4:43   |